# Bahnhof Ribnitz-Damgarten West
Der Bahnhof Ribnitz-Damgarten West ist einer der beiden Bahnhöfe der Stadt Ribnitz-Damgarten im Landkreis Vorpommern-Rügen. Er befindet sich im Stadtteil Ribnitz. 1889 wurde er als Bahnhof der damals mecklenburgischen Stadt Ribnitz eröffnet. Seit der Fusion mit Damgarten heißt er „Ribnitz-Damgarten West“. Sein Empfangsgebäude und andere Anlagen stehen unter Denkmalschutz. Zwei Intercity-Linien halten täglich am Bahnhof, sie verkehren von Stralsund oder Binz kommend in Richtung Südwestdeutschland.

## Lage
Der Bahnhof Ribnitz-Damgarten West befindet sich im westlicheren Ortsteil Ribnitz und liegt dort südlich des Ortskerns. Der Ostbahnhof in Damgarten ist ungefähr drei Kilometer entfernt, die Station Gelbensande etwa zehn Kilometer. In Ribnitz grenzt der Bahnhof an die Bahnhofstraße und die Straße Am Wasserturm.

## Allgemeine Geschichte
Mit der Eröffnung der Bahnstrecke von Rostock nach Stralsund am 1. Juni 1889 ging der Bahnhof Ribnitz in Betrieb. Bereits am 20. Oktober 1863 entschied die Stadt, Land für den Streckenbau abzutreten. 1866 begann der Bau dieser Strecke. In der Zeit um 1899 bis spätestens 1910 war geplant, eine elektrisch betriebene Bahn von Ribnitz nach Graal-Müritz zu bauen. Aufgrund der hohen Kosten wurde dieses Projekt jedoch nicht weiter verfolgt. Damals war Ribnitz auch Grenzbahnhof, da zwischen Ribnitz und Damgarten die Grenze zwischen Mecklenburg-Schwerin und Preußen verlief. Aufgrund der vereinbarten Betriebsführung wurden Lokomotiven im Ribnitzer Bahnhof gewechselt. Erst durch spätere Verträge entfielen diese Lokwechsel. Somit konnten die Züge bis Rostock durchfahren. Der Eisenbahnanschluss wirkte sich sehr positiv auf die Wirtschaft der Stadt Ribnitz aus.
1926 erfolgte die Aufwertung der Strecken zwischen Rostock und Stralsund zur Hauptbahn.
1950 kam es zur Fusion der selbstständigen Städte Ribnitz und Damgarten. Somit bekam der Ribnitzer Bahnhof die Bezeichnung „Ribnitz-Damgarten West“.

## Anlagen
Um das Jahr 1910 besaß der Bahnhof zwei Hauptgleise, die beide einen Bahnsteig hatten. In Richtung Rostock befand sich ein Güterschuppen neben dem Empfangsgebäude. Für den Güter- und Verladeverkehr gab es eine Verladerampe und einige Ladegleise. Außerdem gab es einen Lokschuppen. 1903 wurde dieser nochmals erweitert.
Als die Strecke zur Hauptbahn aufgewertet wurde, kamen auch neue Gleisanlagen hinzu. Es entstand auch ein Stellwerk mit der Bezeichnung „Rot“, später dann „W2“. Es existierte bis 1991. Die Stadt Ribnitz strebte außerdem eine Vergrößerung des Empfangsgebäudes an. Die Reichsbahndirektion Stettin lehnte dies ab. Auch eine Bahnsteigüberdachung war damals nicht vorhanden. Erst später, nach langen Verhandlungen, kam es zur Erweiterung des Gebäudes und zur Errichtung einer Überdachung.
Nach dem Zweiten Weltkrieg wurden am Gebäude einige Änderungen vorgenommen. Der Flachbau auf der Ostseite wurde durch ein längeres Gebäude ersetzt. Darin befand sich die Mitropa-Gaststätte, die nach der Wende geschlossen wurde.
In den 1950er-Jahren begann der Bau des Faserplattenwerkes. Das Güteraufkommen im Bahnhof stieg, wie prognostiziert, an. Im Jahre 1970 waren es 43.000 Nettotonnen pro Jahr. Parallel zum Streckengleis nach Rostock wurden Abstellgleise erbaut, um den Bahnhof in seinen Rangiertätigkeiten zu entlasten. In erster Linie wurden Kohle und Baumstämme umgeschlagen. Dreimal pro Woche wurden die fertigen Faserplatten zum Bahnhof Ribnitz-Damgarten West transportiert. Weiterhin hatten noch kurzzeitig der Kohlehandel in Ribnitz, das Agrochemische Zentrum in Damgarten und die Straßenmeisterei Ribnitz einen Gleisanschluss. In dieser Zeit wurde Bahnhof insgesamt nur wenig verändert. Nur Mitte der 1970er-Jahre wurde die Drehscheibe weiter ausgebaut. Die Zahl der Standgleise wurde von vier auf zwei reduziert. Noch bis nach 1990 wurden Fahrzeuge im Lokschuppen abgestellt.
Zwischen 1979 und 1982 wurden noch ein paar kleinere Veränderungen am Bahnhof vorgenommen. Die Gepäckannahme wurde vergrößert und die Tankanlage verbessert. Ebenso kam es im Aufsichtsraum des Bahnhofs zu Verbesserungen. Erstmals gab es in der Fahrkartenverkaufsstelle einen kleinen Computer und ein erster Fahrkartenautomat wurde installiert.
Mitte der 1980er-Jahre begann der Elektrifizierung auf der Strecke zwischen Rostock und Stralsund. Die schon begonnenen Arbeiten kamen aufgrund der Wende nicht mehr zur Vollendung. 1990 waren lediglich die Fundamente für die Oberleitung gesetzt. Der Bahnübergang am östlichen Bahnhofsende war bereits zuvor geschlossen worden. Im Zuge der Elektrifizierung erfolgte auch der Umbau des gesamten Bahnhofs. Die Ausweichgleise in Richtung Damgarten wurden verlängert, womit nun auch längere Züge abgestellt werden konnten. Ebenfalls musste die Sicherungstechnik angepasst werden, wofür auch noch ein neues Stellwerk entstehen musste. Dies entstand bereits in Kooperation mit der Bundesbahn. Allerdings wurde noch DR-Sicherungstechnik eingesetzt. Im Jahr 1987 soll es noch Überlegungen gegeben haben, am östlichen Bahnhofsende einen Containerbahnhof zu errichten. Wohl mit der Wende wurde diese Idee verworfen. Auch über einen Anschluss Ribnitz-Damgartens an die S-Bahn Rostock wurde in der Vergangenheit diskutiert.
Die einzigen größeren Veränderungen in den 1990er-Jahren war die Erneuerung des Bahnsteiges 1 und der Abriss des Mitropa-Anbaus im Zeitraum von 1996 bis 1998. Vom Güterschuppen wurde das Ladegleis entfernt und dieser Bereich gepflastert.

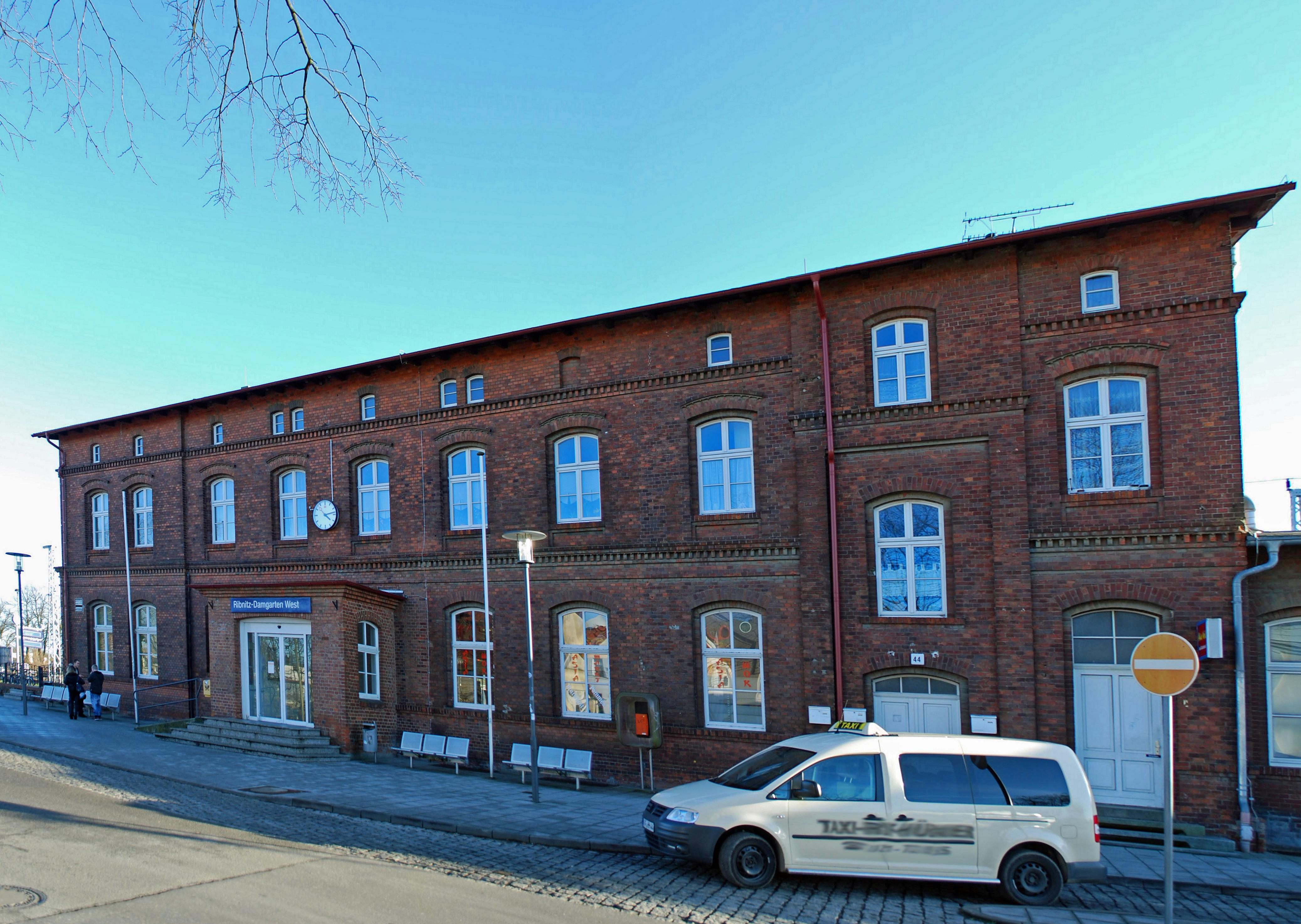
Denkmalgeschütztes Empfangsgebäude, 2013

Die Güterverkehr in Ribnitz wurde am 2. Februar 2002, an dem die Deutsche Bahn die Güterverladestelle offiziell schloss, endgültig eingestellt. Obwohl noch bis zum Schluss Holz verladen wurde und trotz einiger Anfragen für Verladung, folgte die Stilllegung. Die Anlagen wuchsen in den nachfolgenden Jahren zu.

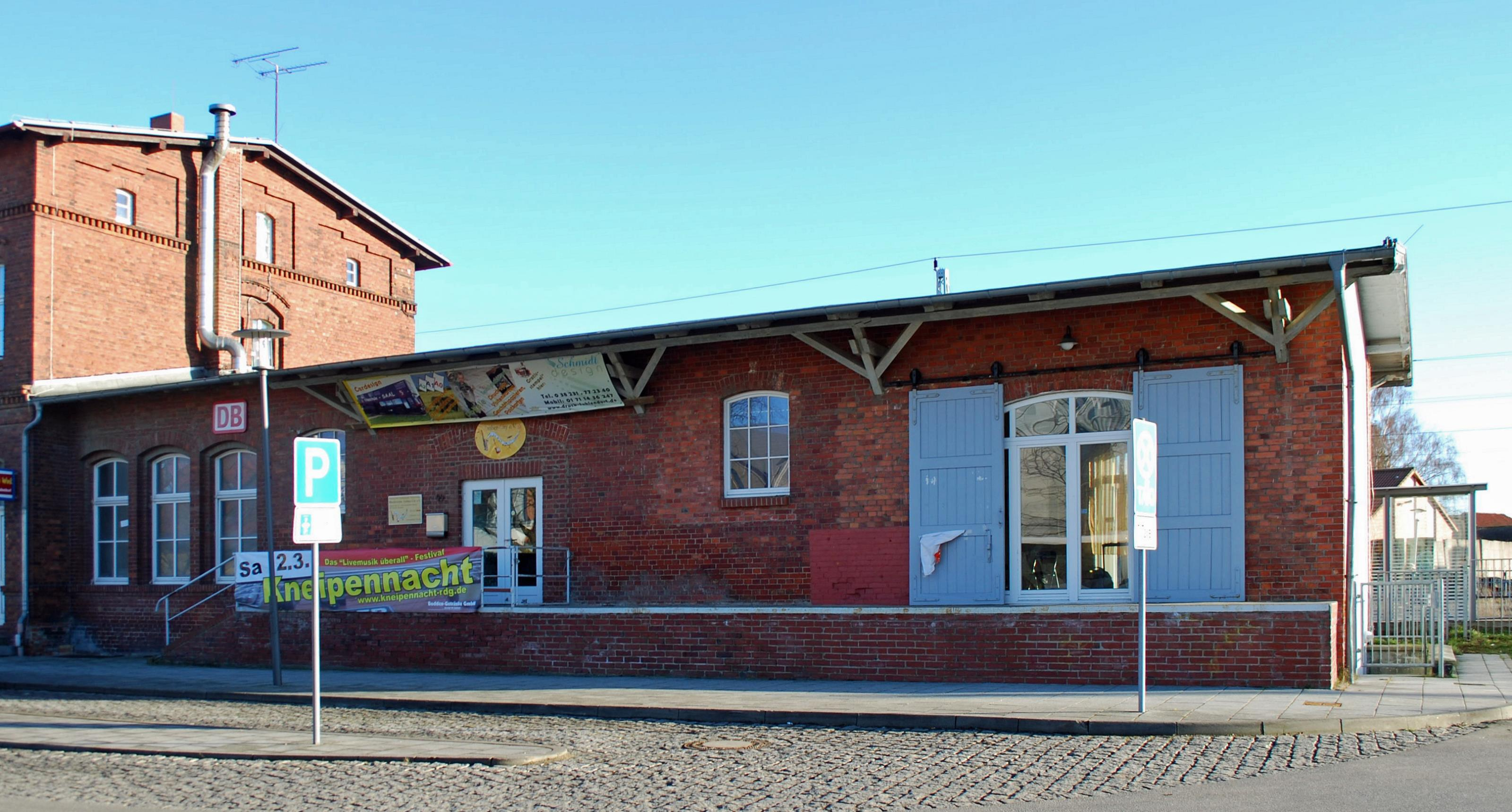
Ehemaliger Güterschuppen mit Laderampe (2013)

2007 kam es zu größeren Modernisierungsmaßnahmen auf der gesamten Strecke zwischen Rostock und Ribnitz. Auch im Westbahnhof der Stadt kam es zu Veränderungen. Weichen wurden erneuert und Gleise ausgebaut. Die Oberleitung über den inzwischen nicht mehr gebrauchten Ladegleisen wurde demontiert. 2008 wurden nun alle Ladegleise abgebunden; die letzten verbliebenen wurden zwei Jahre später entfernt. Heute sind noch zwei Ausweichgleise und ein Richtungsgleis Richtung Damgarten vorhanden. Vom Wasserturm wurde 2010 die Kuppel entfernt. Dabei wäre die Kuppel beinahe unkontrolliert nach unten gefallen. Doch ein derartiger Unfall konnte verhindert werden.

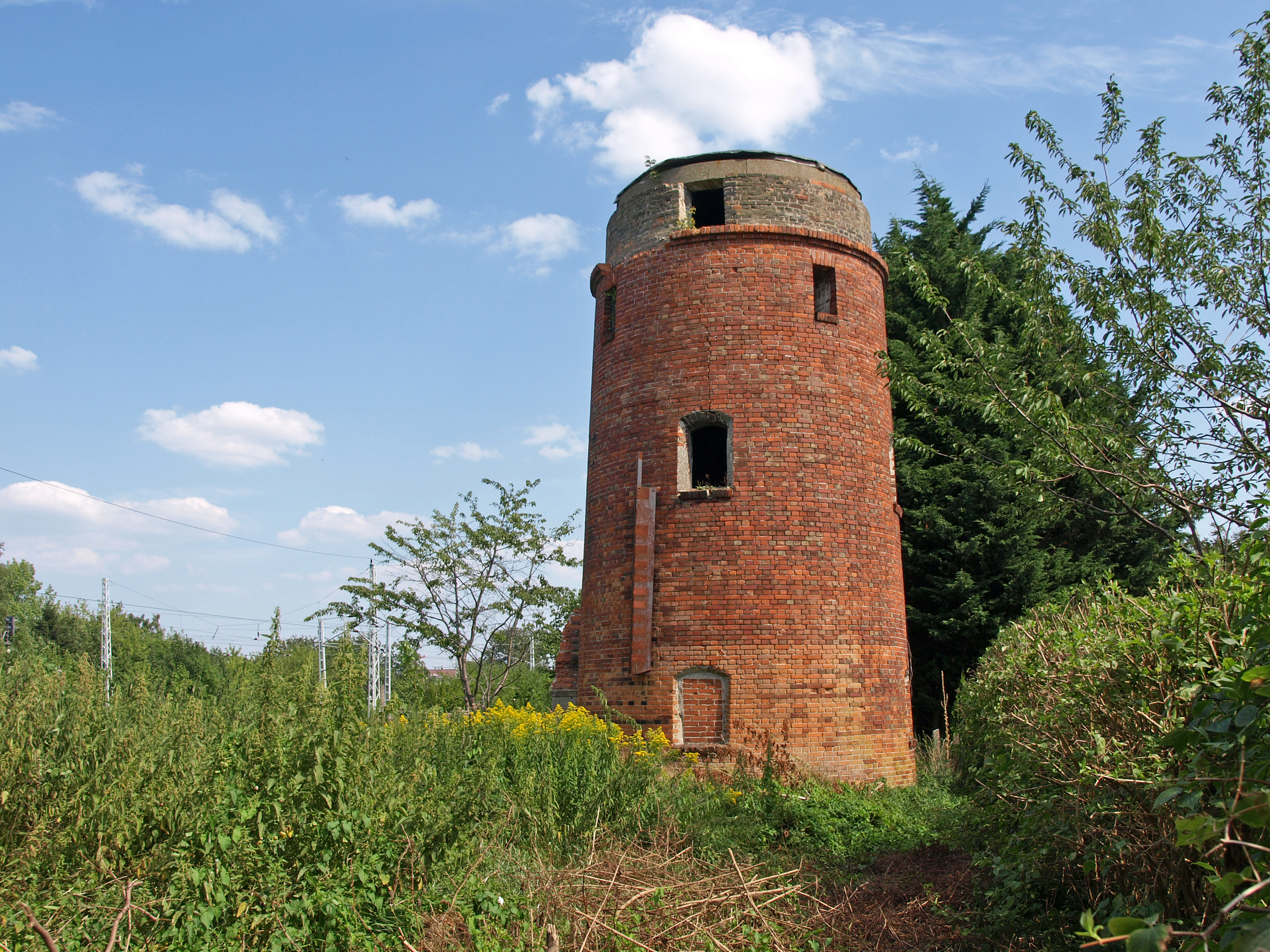
Denkmalgeschützter Wasserturm (2015), bereits ohne Kuppel

Im Sommer 2011 kam es in der Gegend zu wochenlangen starken Regenfällen. Am 30. Juli passierte ein kräftiger Erdrutsch, bei dem der Bahndamm unmittelbar an der westlichen Einfahrweiche besonders beschädigt wurde. Das führte dazu, dass der Bahnsteig 2 und die Ausweichgleise vorübergehend nicht befahrbar waren. In dieser Zeit wurde der Verkehr komplett auf den Bahnsteig 1 umgeleitet. Dies stieß auf scharfe Kritik, da es immer noch stark regnete und befürchtet wurde, dass weitere Erdrutsche sich ereignen könnten. Bis Ende August wurde die Strecke in diesem Abschnitt repariert. Alle Zugkreuzungen mussten nun in Gelbensande und Ribnitz-Damgarten Ost stattfinden, was zu großen Verspätungen führte.
Im Juni 2012 wurden im Bahnhof Fahrgastinformationssysteme angebracht. Des Weiteren wurden Bahnsteigbeleuchtungen und Uhren erneuert. Die Stadt Ribnitz-Damgarten beschloss einige Maßnahmen, um die Attraktivität des Westbahnhofs zu erhöhen, die teilweise schon begonnen wurden. Es sollen weitere P+R-Parkplätze entstehen und eine bessere Anbindung an das Radwegnetz ist vorgesehen. Eine Brücke zwischen Bahnhofsvorplatz, Bahnsteig 2 und dem südlichen Teil Ribnitzes war bereits seit mehreren Jahren geplant.
Der Bahnhof wird zurzeit umgebaut. Anstelle der geplanten Brücke gibt es nun eine Unterführung.
2014 wollte die Deutsche Bahn das Empfangsgebäude verkaufen.
Zum Fahrplanwechsel im Dezember 2018 wurde der Hausbahnsteig provisorisch auf 55 Zentimeter erhöht, da teilweise die IC durch ICE ersetzt wurden. Bis Dezember 2022 sollen neue Bahnsteige und eine Unterführung errichtet werden. Die Arbeiten wurden im Februar 2022 begonnen und sollen im Herbst 2023 beendet sein.

### Stellwerke und Sicherungstechnik
Anfang der 1990er-Jahre wurde in Ribnitz ein neues, verhältnismäßig großes Stellwerk errichtet. Im dritten Stockwerk befindet sich der Stellwerksraum für den Fahrdienstleiter. Zudem sind dort noch weitere Räume vorhanden, die aber heute nicht mehr alle genutzt werden. Das Gleisbildstellwerk ist eines der Bauform DR GS II. Der Reisendenübergang zwischen den beiden Bahnsteigen wird heute durch örtliches Personal gesichert. Davor wurden dafür einfache Ketten benutzt. 2009 wurden sie durch ein massives Tor ausgetauscht. Bei jeder Zugkreuzung muss dieses Tor geschlossen sein und dem Fahrdienstleiter die Freigabe erteilt werden.

## Anbindung
| Linie                    | Verlauf | Takt                                                                          |
| ------------------------ | --- | ----------------------------------------------------------------------------- |
| ICE 26                   | (Binz –) Stralsund – Ribnitz-Damgarten West – Rostock – Hamburg – Hannover – Gießen – Frankfurt (– Karlsruhe)  | Gemeinsam mit ICE 43 annähernder 2-Stunden-Takt Mindestens 4 Zugpaare pro Tag |
| ICE 39                   | (Binz –) Stralsund – Ribnitz-Damgarten West – Rostock – Hamburg – Recklinghausen – Köln – Frankfurt – Nürnberg | 1 Zug Sa/So                                                                   |
| ICE 43                   | (Binz –) Stralsund – Ribnitz-Damgarten West – Rostock – Hamburg – Bremen – Osnabrück – Köln – Basel            | 1 Zugpaar pro Tag                                                             |
| RE 9                     | Hanse-Express Rostock – Ribnitz-Damgarten West – Velgast – Stralsund – Bergen – Lietzow – Sassnitz / Binz      | 120 min0                                                                      |
| RE 10                    | Rostock – Ribnitz-Damgarten West – Velgast – Stralsund – Greifswald – Züssow – Pasewalk                        | 2 Zugpaare Mo – Fr                                                            |
| RB 12                    | Rostock – Rövershagen – Ribnitz-Damgarten West                                                                 | 2 Zugpaare Mo – Fr                                                            |
| Stand: 10. Dezember 2023 | |                                                                               |

### Nachtverkehr
1998 war Ribnitz-Damgarten West Endpunkt des nächtlichen Schnellzuges „Arkona“, der täglich verkehrte. Im Dezember 2015 wurde der Laufweg des CNL „Sirius“ abgewandelt. Statt über Greifswald fuhren die Züge über Ribnitz-Damgarten. Im Dezember 2016 wurde die Verbindung eingestellt.